# Iceland International 2004
Die Iceland International 2004 im Badminton fanden vom 11. bis 14. November 2004 in Reykjavík statt.

## Sieger und Platzierte
| Disziplin    | Gold                         | Silber                    | Bronze                                 |
| ------------ | ---------------------------- | ------------------------- | -------------------------------------- |
| Herreneinzel | Bobby Milroy                 | Jim Ronny Andersen        | Björn Joppien                          |
| Herreneinzel | Bobby Milroy                 | Jim Ronny Andersen        | Marc Zwiebler                          |
| Dameneinzel  | Susan Hughes                 | Yuan Wemyss               | Anna Rice                              |
| Dameneinzel  | Susan Hughes                 | Yuan Wemyss               | Jill Pittard                           |
| Herrendoppel | Ian Palethorpe Paul Trueman  | Peter Jeffrey Chris Tonks | Andreas Hansen Jesper Hovgaard         |
| Herrendoppel | Ian Palethorpe Paul Trueman  | Peter Jeffrey Chris Tonks | Andrew Bowman Graeme Smith             |
| Damendoppel  | Liza Parker Suzanne Rayappan | Lina Alfredsson Lina Uhac | Katrín Atladóttir Tinna Helgadóttir    |
| Damendoppel  | Liza Parker Suzanne Rayappan | Lina Alfredsson Lina Uhac | Amalie Fangel Kamilla Ødum             |
| Mixed        | Peter Jeffrey Hayley Connor  | Graeme Smith Yuan Wemyss  | Jill Pittard Chris Tonks               |
| Mixed        | Peter Jeffrey Hayley Connor  | Graeme Smith Yuan Wemyss  | Magnús Ingi Helgason Tinna Helgadóttir |

## Ergebnisse

### Herreneinzel
- Erick Anguiano –  David Thor Gudmundsson: 15-6 / 15-1
- Morten Kronborg –  Holmsteinn Valdimarsson: 15-7 / 15-4
- Craig Goddard –  Daniel Thomsen: 15-8 / 15-0
- Hugi Heimersson –  Magnús Ingi Helgason: 15-6 / 15-9
- Andreas Hansen –  Atli Jóhannesson: 15-8 / 15-12
- Fridrik Veigar Gudjonsson –  Clemens Michael Smola: 15-4 / 15-2
- Njörður Ludvigsson –  Daniel Reynisson: 9-15 / 17-15 / 15-5
- Marc Zwiebler –  Stefan Halldor Jonsson: 15-0 / 15-0
- Kaveh Mehrabi –  Arthur Geir Josefsson: 15-3 / 15-2
- Pedro Yang –  Bjarki Stefansson: 15-6 / 15-4
- Christopher Bruun Jensen –  Helgi Jóhannesson: 15-13 / 7-15 / 15-9
- Björn Joppien –  Erick Anguiano: 15-2 / 15-6
- Morten Kronborg –  Orri Orn Arnason: 15-1 / 15-1
- Jim Ronny Andersen –  Craig Goddard: 15-7 / 15-4
- Hugi Heimersson –  Andreas Hansen: 15-10 / 15-10
- Fridrik Veigar Gudjonsson –  Njörður Ludvigsson: 10-15 / 9-3
- Marc Zwiebler –  Nicholas Kidd: 15-10 / 10-15 / 15-6
- Pedro Yang –  Kaveh Mehrabi: 15-9 / 15-10
- Bobby Milroy –  Christopher Bruun Jensen: 15-4 / 15-8
- Björn Joppien –  Morten Kronborg: 15-8 / 15-4
- Jim Ronny Andersen –  Hugi Heimersson: 15-3 / 15-1
- Marc Zwiebler –  Fridrik Veigar Gudjonsson: 15-5 / 15-6
- Bobby Milroy –  Pedro Yang: 15-7 / 15-11
- Jim Ronny Andersen –  Björn Joppien: 15-11 / 15-11
- Bobby Milroy –  Marc Zwiebler: 15-13 / 2-15 / 15-11
- Bobby Milroy –  Jim Ronny Andersen: 15-10 / 15-12

### Dameneinzel
- Rita Yuan Gao –  Tinna Helgadóttir: 11-3 / 11-3
- Agnieszka Czerwinska –  Snjólaug Jóhannsdóttir: 11-1 / 11-8
- Nina Weckström –  Birgitta Ran Asgeirdsottir: 11-1 / 11-0
- Amalie Fangel –  Thorbjorg Kristinsdottir: 11-1 / 11-2
- Jill Pittard –  Adalheidur Palsdottir: 11-1 / 11-0
- Lina Alfredsson –  Karitas Ósk Ólafsdóttir: 11-1 / 11-2
- Pernille Levinsky Jensen –  Unnur Ylfa Magnusdottir: 11-0 / 11-0
- Sofie Robbrecht –  Anna Margret Gudmundsdottir: 11-3 / 11-8
- Mia Dyhr Thomsen –  Katrín Atladóttir: 6-11 / 11-6 / 11-3
- Rita Yuan Gao –  Julia Mann: 13-11 / 13-10
- Agnieszka Czerwinska –  Sara Jónsdóttir: 11-9 / 11-3
- Anna Rice –  Nina Weckström: 11-0 / 11-5
- Amalie Fangel –  Halldora Elin Johannsdottir: 11-6 / 11-2
- Jill Pittard –  Lina Alfredsson: 11-5 / 13-12
- Kati Tolmoff –  Pernille Levinsky Jensen: 11-7 / 11-5
- Ragna Ingólfsdóttir –  Sofie Robbrecht: 11-3 / 11-4
- Susan Egelstaff –  Mia Dyhr Thomsen: 11-7 / 11-7
- Rita Yuan Gao –  Agnieszka Czerwinska: 11-2 / 11-0
- Anna Rice –  Amalie Fangel: 11-1 / 11-2
- Jill Pittard –  Kati Tolmoff: 11-8 / 11-1
- Susan Egelstaff –  Ragna Ingólfsdóttir: 11-8 / 11-6
- Rita Yuan Gao –  Anna Rice: 11-4 / 11-2
- Susan Egelstaff –  Jill Pittard: 11-2 / 5-11 / 11-9
- Susan Egelstaff –  Rita Yuan Gao: 11-7 / 11-2

### Herrendoppel
- Jamie Neill /  Keith Turnbull –  Orri Orn Arnason /  Helgi Jóhannesson: 15-9 / 10-15 / 15-12
- Andreas Hansen /  Jesper Hovgaard –  Einar Oskarsson /  Kristjan Hrannar Palsson: 15-3 / 15-0
- Erick Anguiano /  Pedro Yang –  Fridrik Veigar Gudjonsson /  Holmsteinn Valdimarsson: 15-13 / 15-9
- Peter Jeffrey /  Chris Tonks –  Arthur Geir Josefsson /  Daniel Reynisson: 15-3 / 15-2
- Christopher Bruun Jensen /  Morten Kronborg –  Bjarki Stefansson /  Atli Jóhannesson: 15-3 / 15-3
- Matthew Honey /  Ashley Thilthorpe –  David Thor Gudmundsson /  Stefan Halldor Jonsson: 15-1 / 15-2
- Andrew Bowman /  Graeme Smith –  Magnús Ingi Helgason /  Njörður Ludvigsson: 15-10 / 13-15 / 15-12
- Ian Palethorpe /  Paul Trueman –  Jamie Neill /  Keith Turnbull: 15-7 / 15-9
- Andreas Hansen /  Jesper Hovgaard –  Erick Anguiano /  Pedro Yang: 15-7 / 15-10
- Peter Jeffrey /  Chris Tonks –  Christopher Bruun Jensen /  Morten Kronborg: 15-11 / 15-10
- Andrew Bowman /  Graeme Smith –  Matthew Honey /  Ashley Thilthorpe: 15-9 / 7-15 / 15-1
- Ian Palethorpe /  Paul Trueman –  Andreas Hansen /  Jesper Hovgaard: 15-8 / 15-2
- Peter Jeffrey /  Chris Tonks –  Andrew Bowman /  Graeme Smith: 15-4 / 15-3
- Ian Palethorpe /  Paul Trueman –  Peter Jeffrey /  Chris Tonks: 14-17 / 15-13 / 17-15

### Damendoppel
- Drífa Harðardóttir /  Halldora Elin Johannsdottir –  Pernille Levinsky Jensen /  Mia Dyhr Thomsen: 15-6 / 15-11
- Agnieszka Czerwinska /  Sofie Robbrecht –  Birgitta Ran Asgeirdsottir /  Karitas Ósk Ólafsdóttir: 15-8 / 15-3
- Hanna Maria Gudbjartsdottir /  Thorgerdur Johannsdottir –  Snjólaug Jóhannsdóttir /  Hrefna Ros Matthiasdottir: 15-10 / 11-15 / 15-7
- Amalie Fangel /  Kamilla Oedum –  Anna Margret Gudmundsdottir /  Adalheidur Palsdottir: 15-3 / 15-5
- Lina Alfredsson /  Lina Uhac –  Thorbjorg Kristinsdottir /  Unnur Ylfa Magnusdottir: 15-1 / 15-0
- Liza Parker /  Suzanne Rayappan –  Drífa Harðardóttir /  Halldora Elin Johannsdottir: 15-6 / 15-5
- Katrín Atladóttir /  Tinna Helgadóttir –  Agnieszka Czerwinska /  Sofie Robbrecht: 15-1 / 15-2
- Amalie Fangel /  Kamilla Oedum –  Hanna Maria Gudbjartsdottir /  Thorgerdur Johannsdottir: 15-2 / 15-2
- Lina Alfredsson /  Lina Uhac –  Ragna Ingólfsdóttir /  Sara Jónsdóttir: 15-4 / 15-13
- Liza Parker /  Suzanne Rayappan –  Katrín Atladóttir /  Tinna Helgadóttir: 15-5 / 15-1
- Lina Alfredsson /  Lina Uhac –  Amalie Fangel /  Kamilla Oedum: 15-10 / 15-4
- Liza Parker /  Suzanne Rayappan –  Lina Alfredsson /  Lina Uhac: 15-9 / 13-15 / 15-10

### Mixed
- Erick Anguiano /  Katrín Atladóttir –  Fridrik Veigar Gudjonsson /  Unnur Ylfa Magnusdottir: 15-5 / 15-9
- Graeme Smith /  Rita Yuan Gao –  Helgi Jóhannesson /  Drífa Harðardóttir: 15-13 / 15-12
- Jesper Hovgaard /  Kamilla Oedum –  Daniel Reynisson /  Thorbjorg Kristinsdottir: 15-3 / 15-5
- Magnús Ingi Helgason /  Tinna Helgadóttir –  David Thor Gudmundsson /  Adalheidur Palsdottir: 15-2 / 15-2
- Atli Jóhannesson /  Snjólaug Jóhannsdóttir –  Stefan Halldor Jonsson /  Birgitta Ran Asgeirdsottir: 15-11 / 15-0
- Holmsteinn Valdimarsson /  Karitas Ósk Ólafsdóttir –  Orri Orn Arnason /  Anna Margret Gudmundsdottir: 15-8 / 11-15 / 15-11
- Peter Jeffrey /  Hayley Connor –  Arthur Geir Josefsson /  Halldora Elin Johannsdottir: 15-3 / 15-1
- Chris Tonks /  Jill Pittard –  Erick Anguiano /  Katrín Atladóttir: 15-2 / 15-2
- Graeme Smith /  Rita Yuan Gao –  Jesper Hovgaard /  Kamilla Oedum: 15-6 / 15-12
- Magnús Ingi Helgason /  Tinna Helgadóttir –  Atli Jóhannesson /  Snjólaug Jóhannsdóttir: 15-0 / 15-0
- Peter Jeffrey /  Hayley Connor –  Holmsteinn Valdimarsson /  Karitas Ósk Ólafsdóttir: 15-8 / 15-3
- Graeme Smith /  Rita Yuan Gao –  Chris Tonks /  Jill Pittard: 15-3 / 15-11
- Peter Jeffrey /  Hayley Connor –  Magnús Ingi Helgason /  Tinna Helgadóttir: 15-9 / 15-12
- Peter Jeffrey /  Hayley Connor –  Graeme Smith /  Rita Yuan Gao: 15-7 / 7-15 / 15-13